# Вокзал Осака
34°42′09″ пн. ш. 135°29′46″ сх. д. / 34.7025° пн. ш. 135.49611111111° сх. д.
Вокзал Осака (大阪駅, Ōsaka-eki) - головна залізнична станція в районі Умеда Кіта-ку, Осака, Японія, що експлуатується залізничною компанією Західної Японії (JR West). Він формується як один з головних залізничних терміналів міста на півночі, іншим є Шін-сака.

## Опис
Незважаючи на те, що офіційно її обслуговують лише лінії JR Kobe/Kyoto (головна лінія Токайдо) і лінія Osaka Loop, Осака є початковою точкою лінії JR Такаразука та служить терміналом для поїздів, що прямують до регіону Сан'ін через Лінія JR Такаразука та регіон Хокуріку через лінію JR Kyoto Line, пропонуючи сполучення з потягами, що прямують до Нари, Вакаями та міжнародного аеропорту Кансай через лінію Осака .
Станція Umeda ( Hankyu, Hanshin і лінія метро Osaka Midosuji ), станція Nishi-Umeda ( лінія метро Yotsubashi ) і станція Higashi-Umeda ( лінія метро Tanimachi ) напряму з’єднані зі станцією Osaka, а станція Kitashinchi на лінії JR Tozai знаходиться в межах крокова доступність.
Вокзал Осака і вокзал Умеда, які фактично є частиною одного комплексу, разом складають найзавантаженіший вокзал у Західній Японії, обслуговуючи 2 343 727 пасажирів щодня у 2005 році, і четвертий за завантаженістю залізничний вокзал у світі.
На вокзалі Осаки також знаходиться великий термінал для нічних автобусних рейсів до інших міст Японії, а до березня 2013 року поруч знаходився вантажний термінал Umeda Freight Terminal, що належить компанії JR Freight.

## Історія

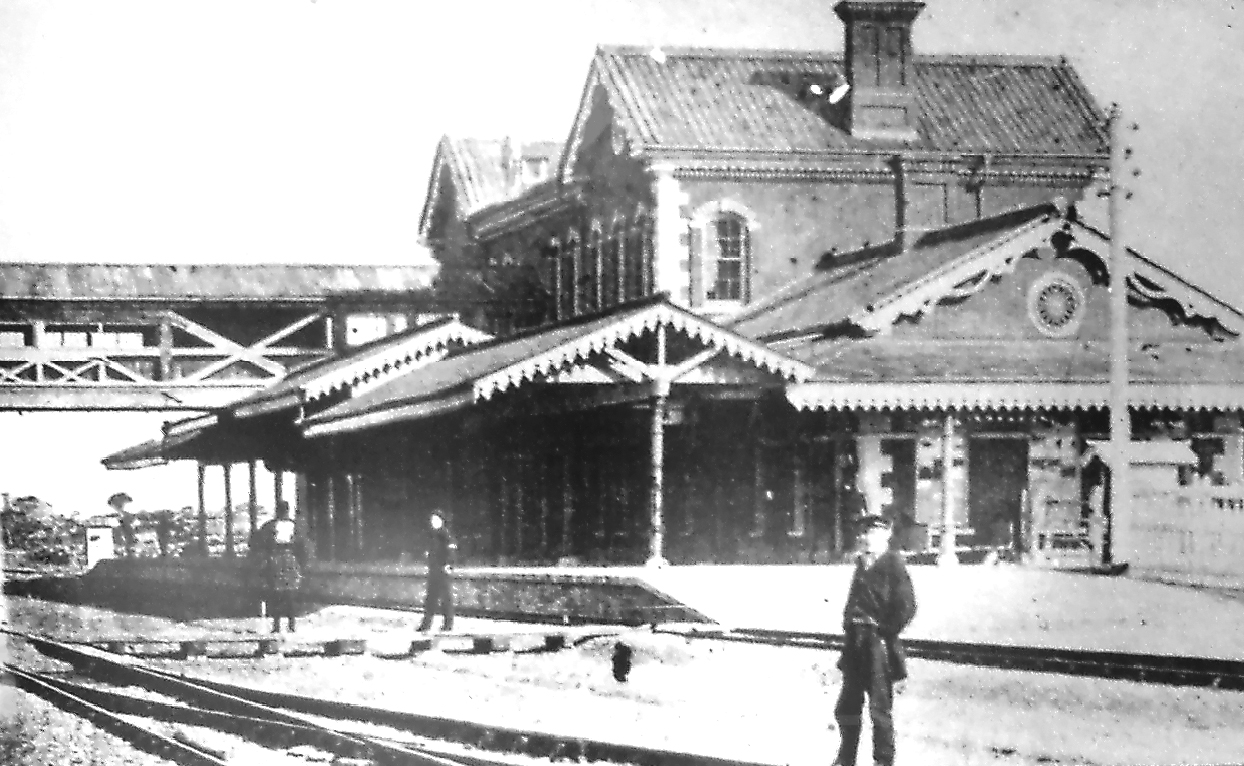
1874 р. буд

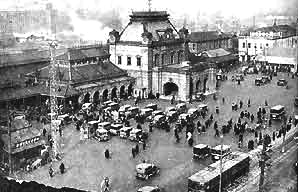
1901 рік забудови

Станція Осака була відкрита 11 травня 1874 року як одна з перших залізничних станцій у регіоні Кансай, коли почала працювати залізниця між Осакою та Кобе . Її було електрифіковано разом із магістралью Токайдо в 1934 році.
Існування вокзалу природно зробило цей район головним транспортним вузлом міста. Серед залізниць, які визначили станцію Осака як кінцеву або побудували свої термінали навколо станції Осака, - Осакська залізниця (сучасна східна половина кільцевої лінії Осаки) у 1895 році, залізниця Нісінарі (західна половина кільцевої лінії Осаки) у 1898 році, електрична залізниця Хансін у 1906 році, електричний трамвай Міноо Аріма (залізниця Ханкю) у 1910 році та  муніципальне метро Осаки в 1933 році. Регіональні залізниці, як правило, називали свої станції Умеда, за назвою місцевості, а не за назвою міста.
Авіаційні нальоти Другої світової війни зрівняли з землею квартали перед станцією. Відразу після війни цей район перетворився на величезний чорний ринок, атмосфера якого зберігалася аж до реконструкції 1970-х років.
Будинок вокзалу перебудовувався в 1901, 1940 і 1979 роках (північний корпус). У 1983 році на південь від станції була добудована багатоповерхова будівля Acty Osaka, в якій розташувалися універмаг і готель.
Нова північна будівля вокзалу (будівля Північних воріт) була відкрита в 2011 році, що збіглося з розширенням Acty Osaka (тепер будівля Південних воріт) і капітальною реконструкцією вокзальної території з новим вестибюлем і з'єднанням з півночі на південь. Це перший крок у більш масштабному проекті з реконструкції земельної ділянки, що використовується терміналом Умеда компанії JR Freight, який вважається останнім незабудованим об'єктом нерухомості в цьому районі. Плани також передбачають перенесення вантажної лінії Умеда під землю і створення терміналу для лінії Осака-Хігасі на північ від ALBi, з перспективою майбутнього продовження до станції JR Намба (таким чином зменшивши затримки на кільцевій лінії Осаки, спричинені поїздами Limited Express). Перенесення колишньої вантажної лінії Умеда (і пов'язані з цим перепланування) зрештою стало частиною проекту лінії Нанівасуджі у 2019 році. 
Нумерація станцій була запроваджена в березні 2018 року: платформам лінії Токайдо було присвоєно номер JR-A47, платформам лінії Фукучіяма - JR-G48, а платформам Осакської кільцевої лінії - JR-O11.  
Нові підземні споруди на станції Осака (під час планування та будівництва отримала назву "Уме-кіта") були відкриті для обслуговування з початком оновленого розкладу 18 березня 2023 року.  У рамках підготовки до відкриття в лютому 2023 року всі обмежені експреси, що курсують на вантажній лінії Умеда, були перенаправлені через нові підземні колії 

### Капітальні ремонти

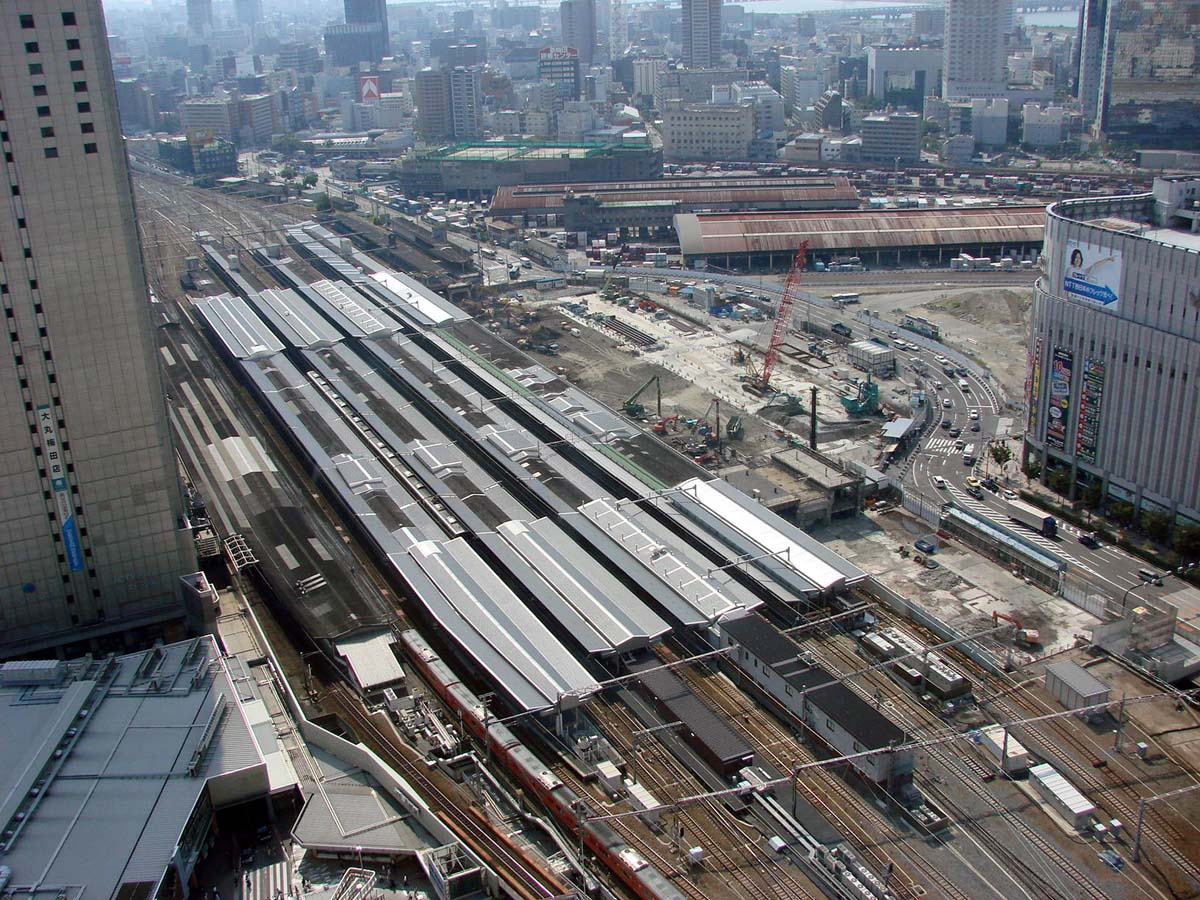
Серпень 2007 року
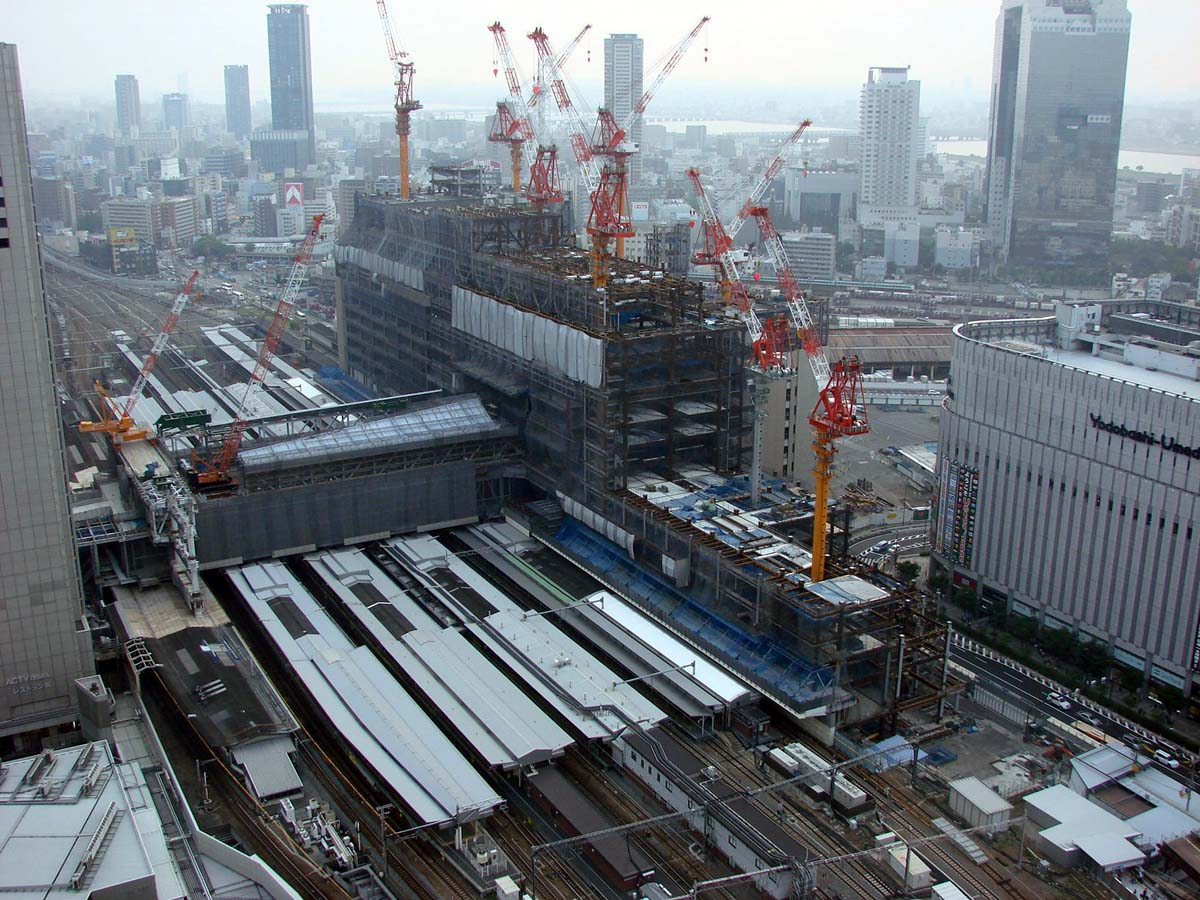
Червень 2009 року
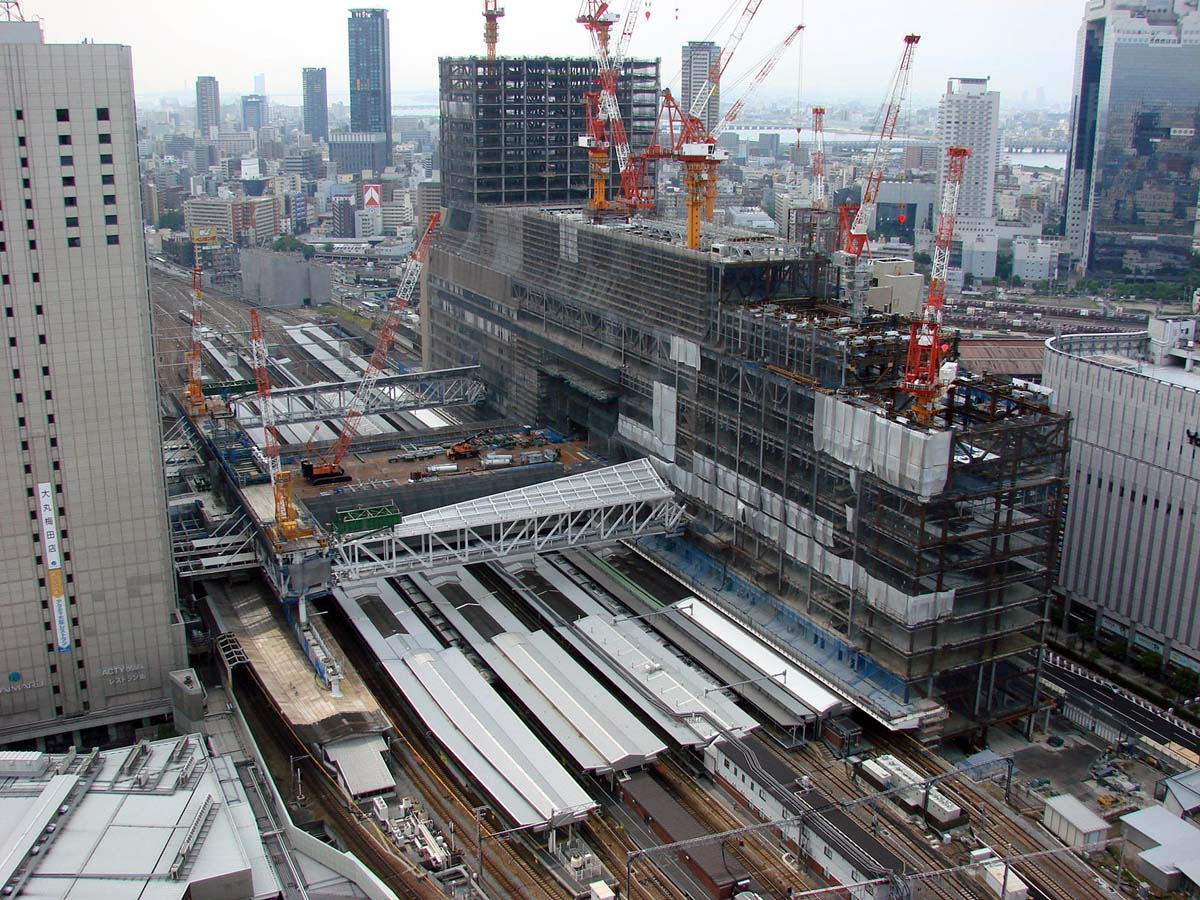
Вересень 2009 року
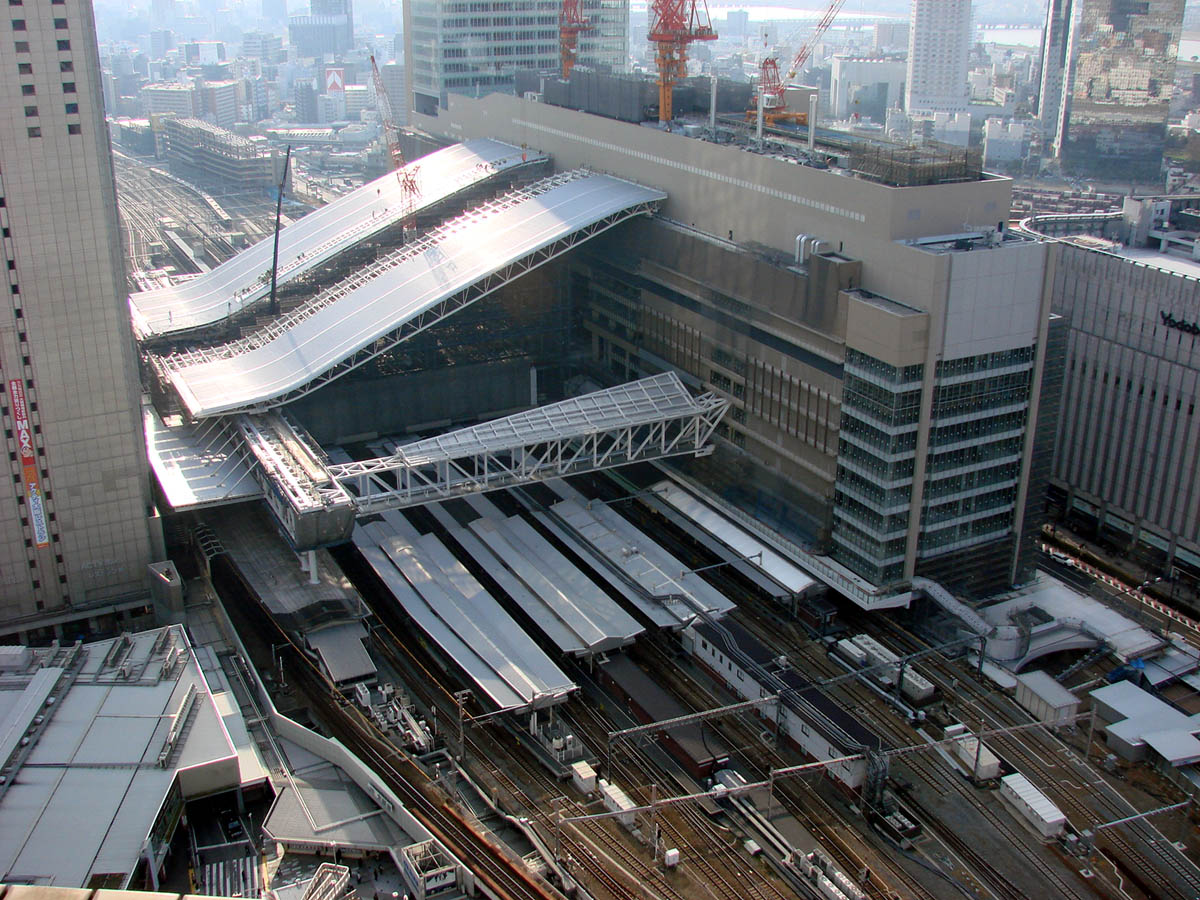
Березень 2010 року
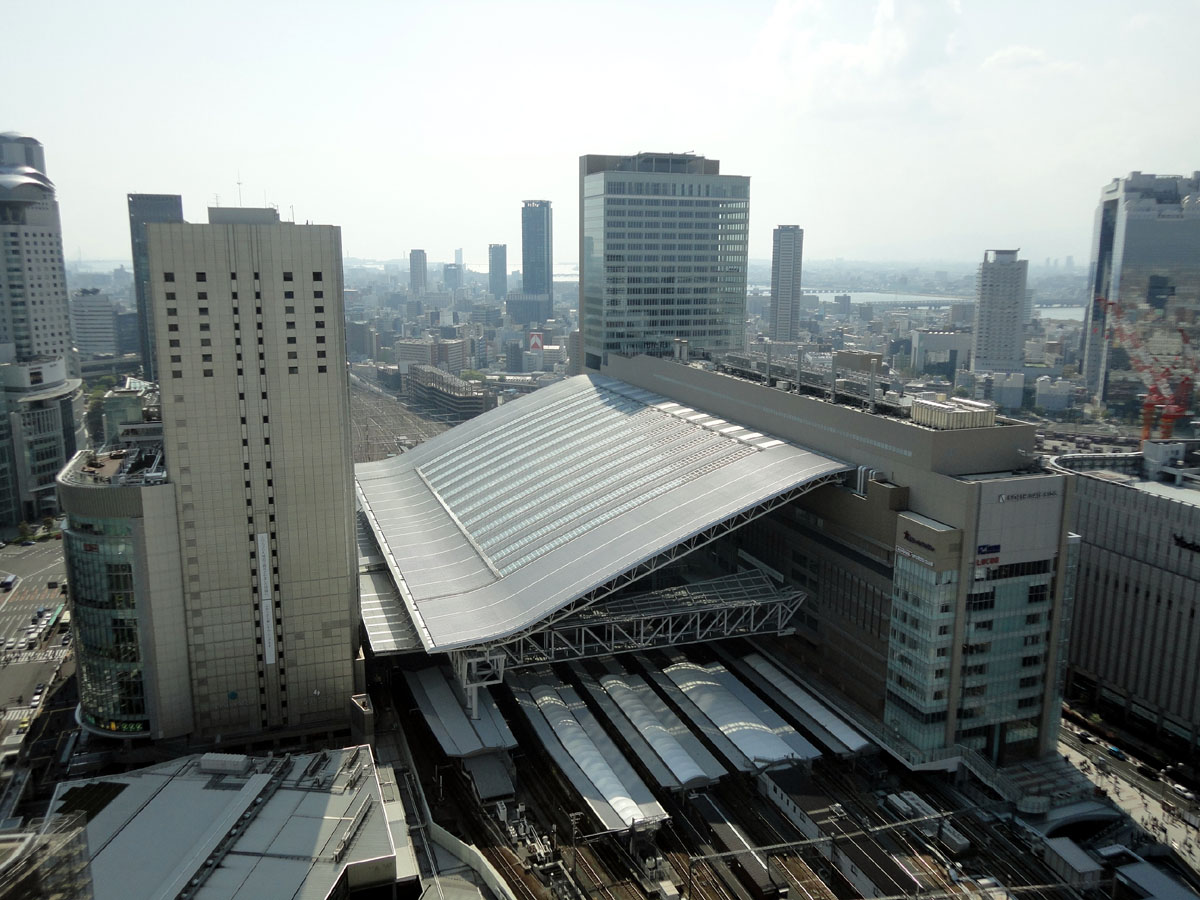
Квітень 2011 року

### Майбутнє розширення
Нову лінію під назвою Naniwasuji Line планується відкрити до 2031 року, і вона буде направляти поїзди по коридору Naniwasuji до станції JR Namba і далі на південь.  Для підготовки до відкриття лінії 18 березня 2023 року на північно-західній стороні станції були відкриті додаткові дві підземні платформи, що обслуговують чотири колії.  Наступним етапом лінії Нанівасудзі є будівництво підземних колій на південь до станції JR Намба і головної лінії Нанкай.

## Галерея

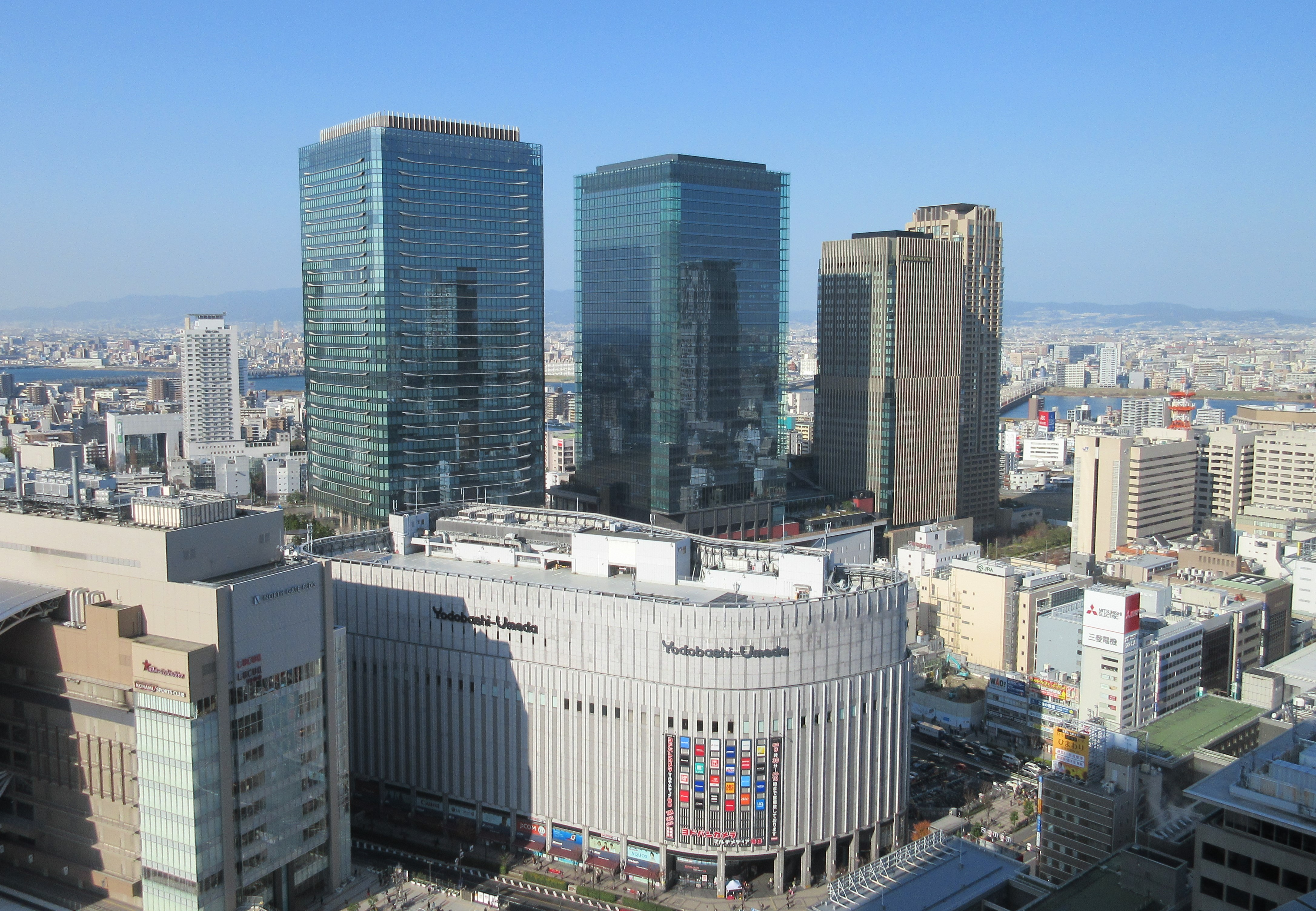
Велика передня будівля північних воріт Осаки в грудні 2015 року
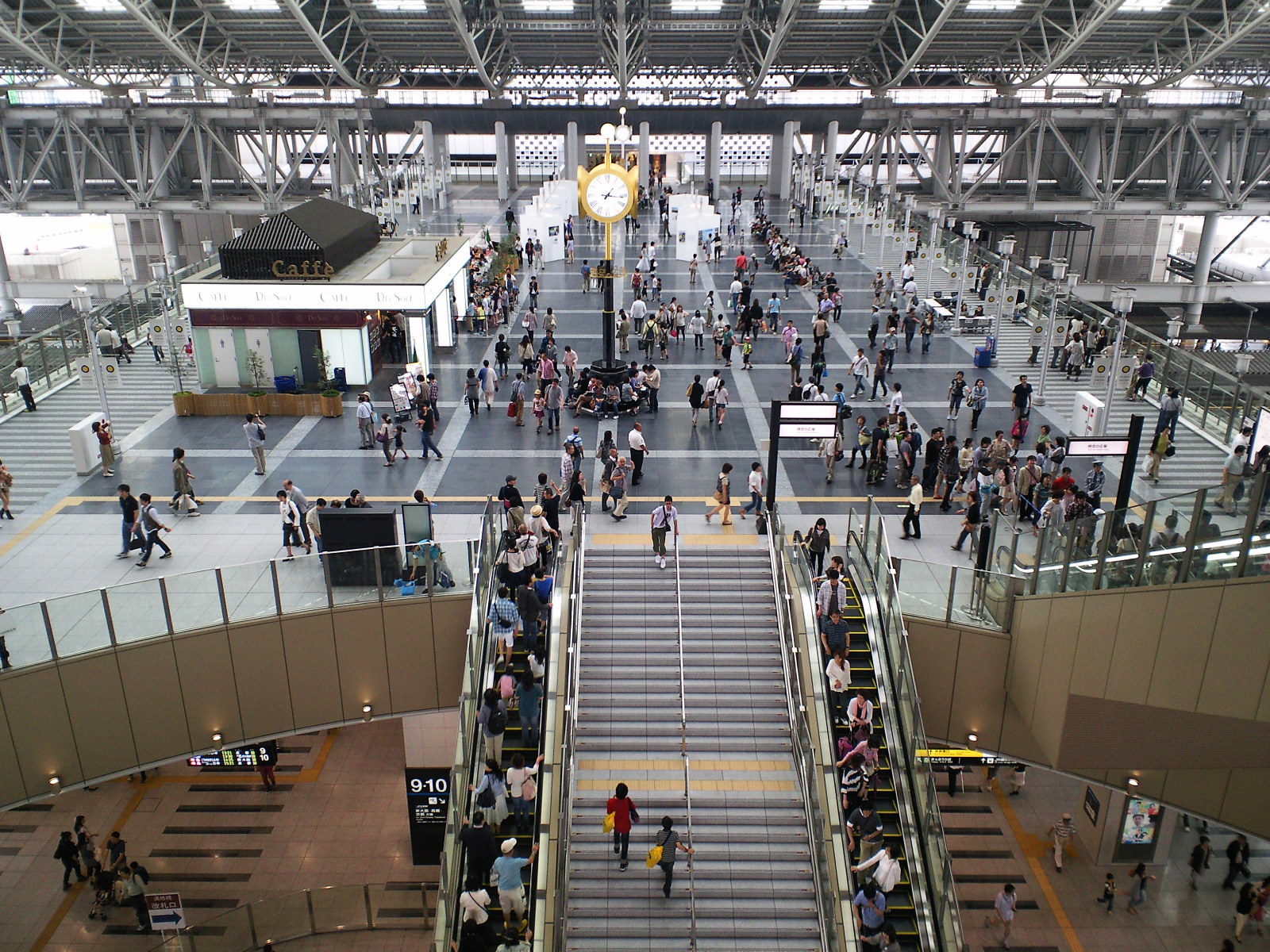
Станція Осака Toki no hiroba plaza в червні 2011 року
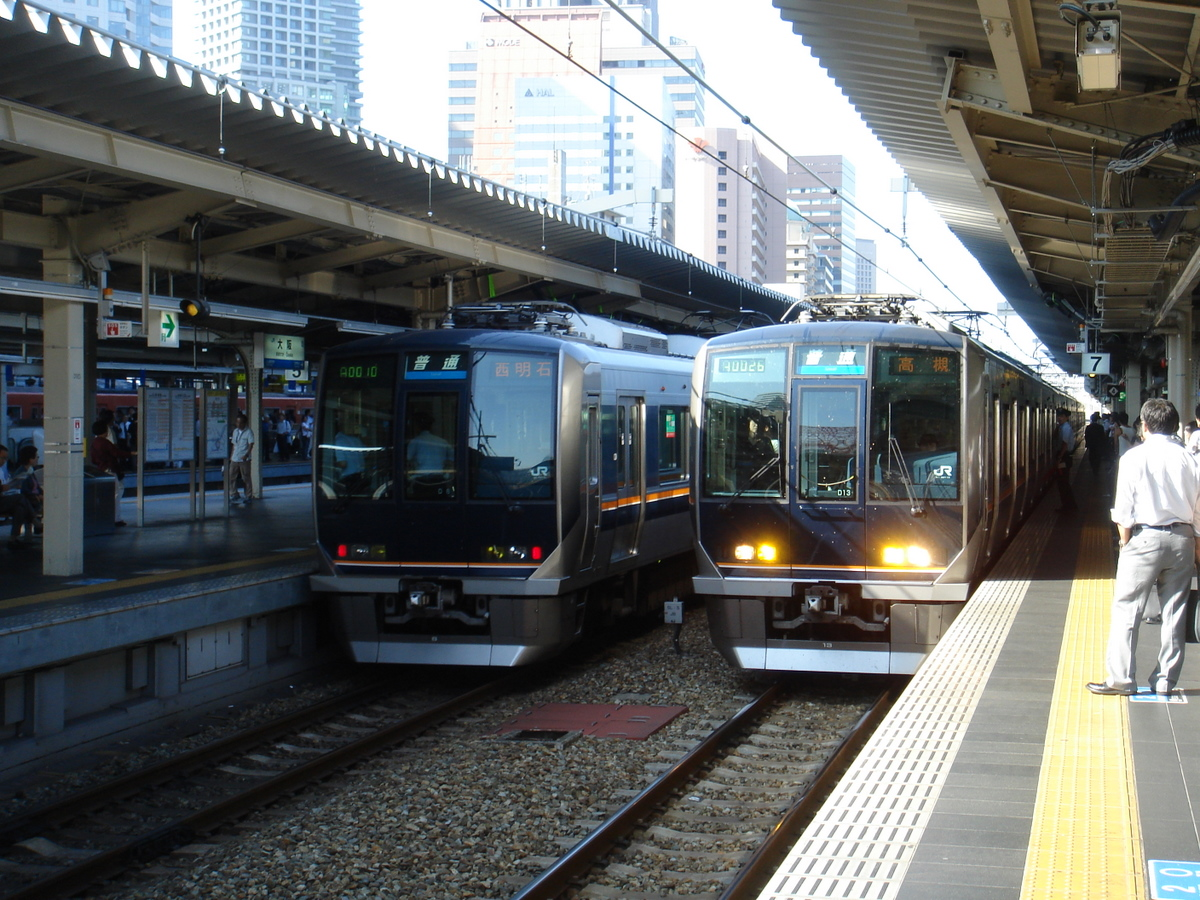
Приміські поїзди на станції Осака
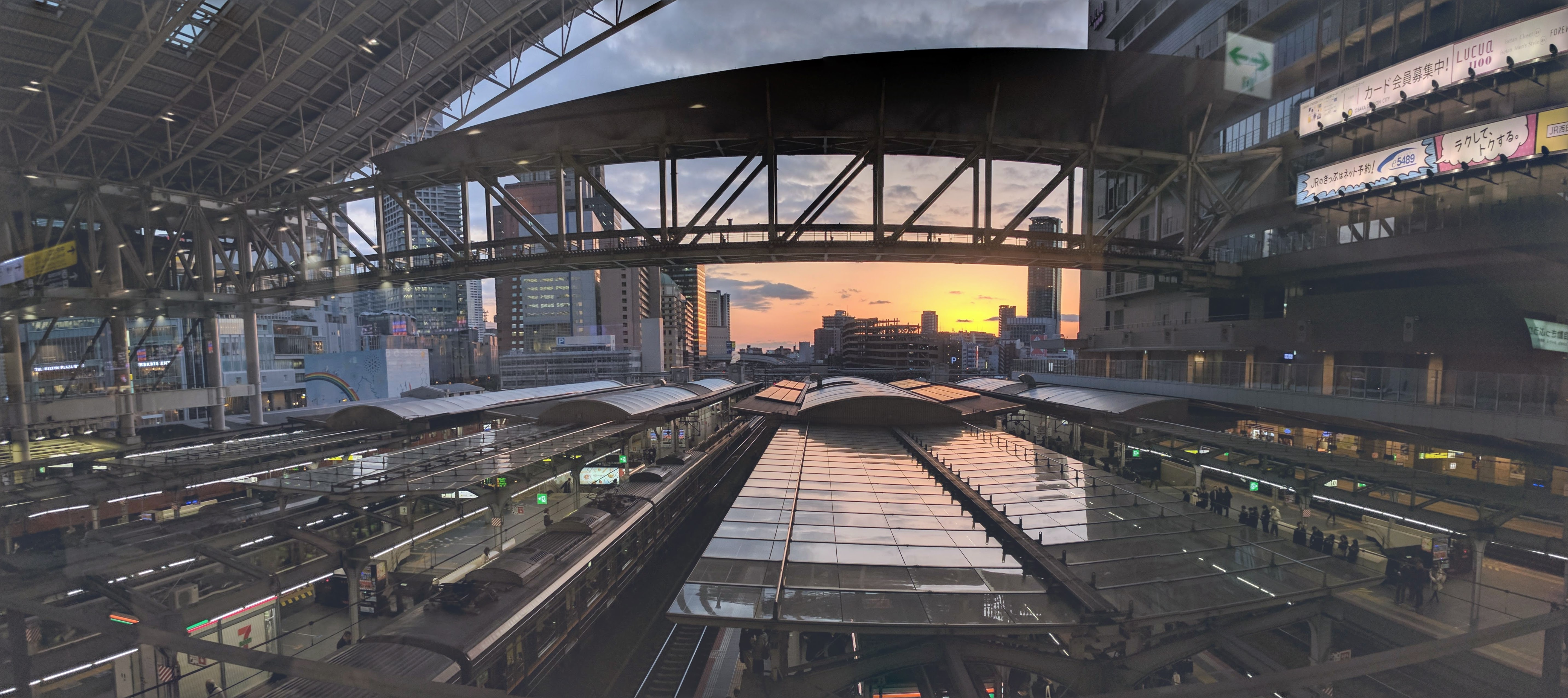
Станція Осака на заході сонця
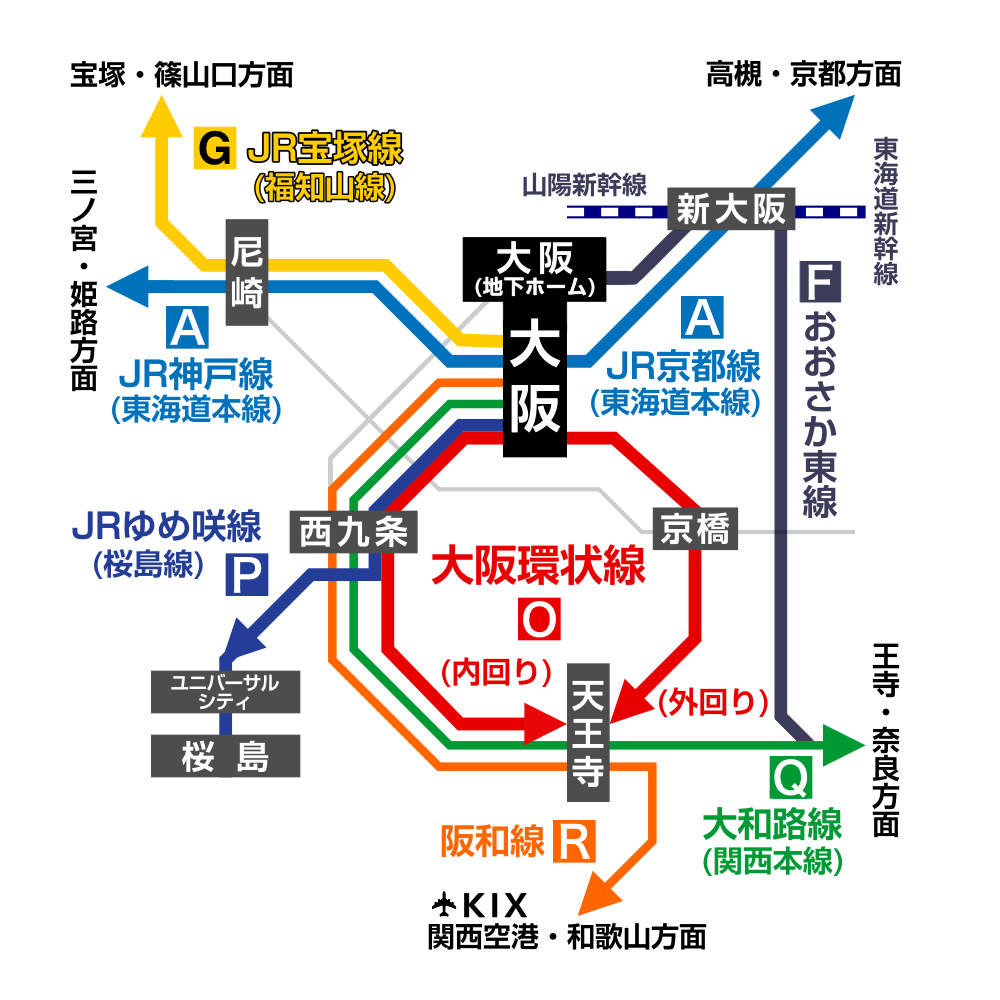
Карта маршрутів поїздів, що відправляються зі станції Осака в 2023 році